# Gedeeltelijke ontlading
In de elektrotechniek is een gedeeltelijke ontlading, deelontlading of partiële ontlading (PD: Partial Discharge) een onbedoelde plaatselijke doorslag van de isolatie tussen twee geleiders als gevolg van de afbraak van het isolerend vermogen.
Een gedeeltelijke ontlading vreet de isolatie weg en beschadigt zo het omringende isolatiemateriaal. Bovendien kunnen agressieve gassen die door een PD worden gevormd, verdere schade aan de omringende isolatie of metalen onderdelen aanbrengen, wat vervolgens weer aanleiding kan geven tot verder deelontlading. Uiteindelijk kan het bezwijken van het isolatiemiddel leiden tot overslag met schade aan de elektrische installatie, uitval van stroomvoorziening, brand en explosies als mogelijke gevolgen.

## Soorten gedeeltelijke ontlading
Gedeeltelijke ontlading wordt in IEC 60270 gedefinieerd als een ‘plaatselijke elektrische ontlading die de isolatie tussen geleiders slechts gedeeltelijk overbrugt’. Deze ruime definitie omvat zowel soorten PD die betrekkelijk onschadelijk zijn als soorten die in het veld moeilijk te detecteren zijn en zeer veel schade kunnen veroorzaken. Daarom kunnen we gedeeltelijke ontlading beter in drie categorieën onderverdelen.
Coronaontlading is een ontlading die in de lucht of het gas rond een geleider ontstaat. Dit komt voor als het elektrische veld ter plaatse groter is dan de doorslagveldsterkte van de lucht of het gas rond de geleider en treedt meestal op bij punten of scherpe randen aan de geleiders. Vooral bij apparatuur in de open lucht is dit een veelvoorkomend verschijnsel.
Coronaontlading wordt bij apparatuur in de buitenlucht als betrekkelijk onschuldig beschouwd, omdat de vrijkomende agressieve gassen door weersinvloeden worden weggevoerd. Als een coronaontlading echter in een afgesloten ruimte optreedt, kunnen de gassen niet ontsnappen en kunnen zij verdere schade veroorzaken. Bij apparatuur in de buitenlucht is coronaontlading vaak moeilijk te vermijden en soms is ontlading in het geheel niet te voorkomen. Het is echter een goede praktijk om de oorzaken van coronaontlading zo veel mogelijk weg te nemen tijdens regulier onderhoud, omdat zulke ontladingen ernstigere problemen kunnen verbloemen.
Oppervlakteontlading is een ontlading die op het oppervlak van een isolator optreedt en meestal dit oppervlak beschadigt waardoor de isolatiewaarde vermindert. Deze vorm treedt vaak op bij verontreiniging of vocht en is een vorm van gedeeltelijke ontlading die vrij veel voorkomt.

Oppervlakteontlading is met name schadelijk voor isolatoren van gegoten hars of polymeren. Wanneer er niets aan gedaan wordt, zullen de ontladingsgebieden steeds groter worden en uiteindelijk tot overslag leiden. Bij porseleinen isolatoren kunnen scheuren in de glazuurlaag ontstaan en kan het onderliggende keramische materiaal aangetast worden. Wanneer de ontlading wordt veroorzaakt door verontreiniging van het oppervlak en dit vroeg genoeg wordt ontdekt, is het soms mogelijk de glazen of porseleinen isolatoren schoon te maken en zo te voorkomen dat de schade onherstelbaar wordt.

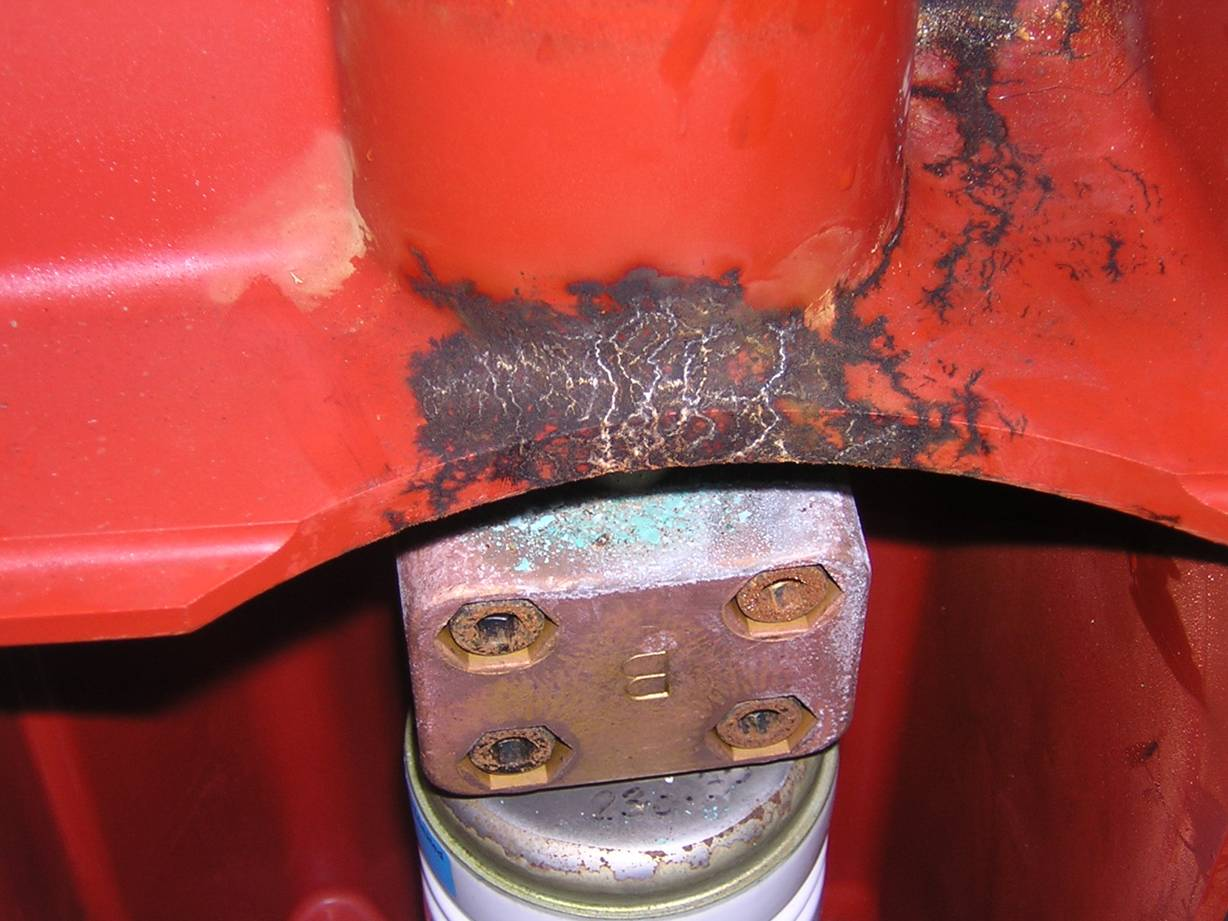
Voet van stroomonderbreker met beschadiging door oppervlakteontlading

Interne ontlading is een vorm van ontlading die in het vaste of vloeibare isolatiemateriaal optreedt, vaak rond aanvankelijk microscopisch kleine holtes in het isolatiemateriaal. Deze vorm van gedeeltelijke ontlading is betrekkelijk zeldzaam.

Interne ontlading is in het veld de moeilijkst detecteerbare vorm van ontlading, omdat er geen zichtbare of hoorbare indicatie van een probleem is. Maar als hier niets aan gedaan wordt en overslag optreedt, kan de hitte die daarmee gepaard gaat niet ontsnappen wat het exploderen van de isolator tot gevolg kan hebben..

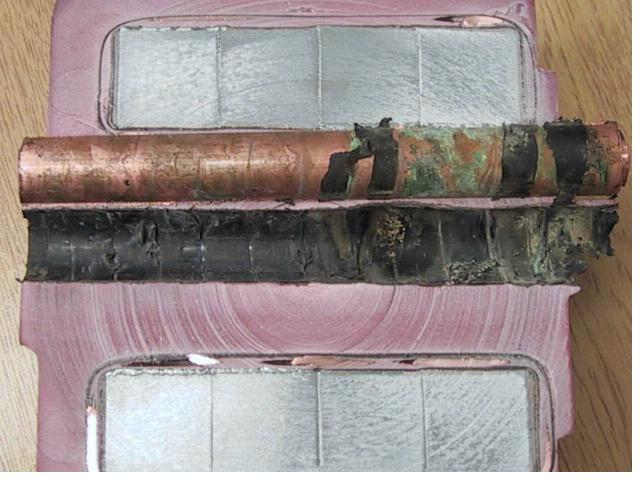
Doorsnede van transformator met beschadiging door interne ontlading

Studieboeken en websites gebruiken soms iets andere definities voor coronaontladingen. Zo wordt de term soms gebruikt voor zowel coronaontlading volgens bovenstaande definitie als oppervlakteontlading. Soms wordt coronaontlading zelfs in plaats van gedeeltelijke ontlading gebruikt voor alle drie genoemde vormen. Vaak wordt geen aandacht geschonken aan interne ontladingen.

## Meting en detectie van gedeeltelijke ontlading
Bij het ontstaan van gedeeltelijke ontlading treden herhaaldelijke hoogfrequente stroomstoten op met een tijdsduur van enkele nanosecondes tot een microseconde. Deze stromen hebben een geringe stroomsterkte en korte tijdsduur en zijn dus moeilijk rechtstreeks te meten. Het optreden ervan kan worden gedetecteerd door een kleine fluctuatie in de afgenomen stroom. Zulke stromen kunnen gemeten worden door een kleine weerstand in serie te zetten met de belasting en dan de spanning over deze weerstand op een oscilloscoop te bekijken, die via een coaxkabel aangesloten is. Zulke tests geven gewoonlijk een wijziging in ladingstoestand weer die wordt uitgedrukt in pC (picocoulomb). In IEC 60270 wordt een methode beschreven die hierop is gebaseerd en ook wel ‘meting van de schijnbare lading’ wordt genoemd.
De metingen volgens IEC zijn bij uitstek geschikt voor toepassing in een schone laboratoriumopstelling met een schone voeding en waar de belasting in een kooi van Faraday kan worden geplaatst. In het veld is gebruik van een kooi van Faraday niet mogelijk en de voeding is daar meestal ook verre van ideaal. Metingen in het veld hebben dus veel last van storende invloeden en zijn dan ook minder gevoelig.
Er zijn daarom methodes voor metingen in het veld ontwikkeld die weliswaar niet zo gevoelig zijn als die volgens IEC, maar in de praktijk veelal beter toepasbaar zijn. Eigenaren en beheerders van midden- en hoogspanningsinstallaties zullen metingen in het veld alleen dan op uitgebreide schaal toepassen als deze snel, veilig en gemakkelijk uitvoerbaar zijn.
Stootspanningen op massa (TEV’s: Transient Earth Voltages) zijn spanningspieken die door inductie ontstaan op het oppervlak van nabijgelegen metalen onderdelen. Deze treden op doordat de gedeeltelijke ontlading stroompieken in de geleiders veroorzaakt en dus ook in de geaarde metalen onderdelen in de buurt van de geleider. Zulke pieken bevatten veel hoogfrequente componenten waarvoor de geaarde metalen constructie een aanzienlijke aardimpedantie heeft. Dit heeft spanningspieken tot gevolg. Deze blijven in het metaal (in zacht staal tot ongeveer 0,5 micrometer diep bij 100 MHz) en komen naar de oppervlakte bij elektrische onderbrekingen in het metaal. Als neveneffect worden door de gedeeltelijke ontlading elektromagnetische golven opgewekt die weer TEV's veroorzaken in het metaal dat hierbij als antenne fungeert. TEV's zijn goed bruikbaar om gedeeltelijke ontladingen te meten en te detecteren, omdat hiervoor geen elektrische aansluitingen gemaakt of panelen verwijderd hoeven te worden.
Ultrasone meting berust op het principe dat een gedeeltelijke ontlading geluidsgolven veroorzaakt. De frequentieband van deze golven ligt rond de 40 kHz maar kan bij sterke ontladingen tot in het hoorbare spectrum reiken. Interne ontladingen produceren geen ultrasoon geluid. Deze detectiemethode is dus alleen bruikbaar voor oppervlakte- of coronaontladingen.

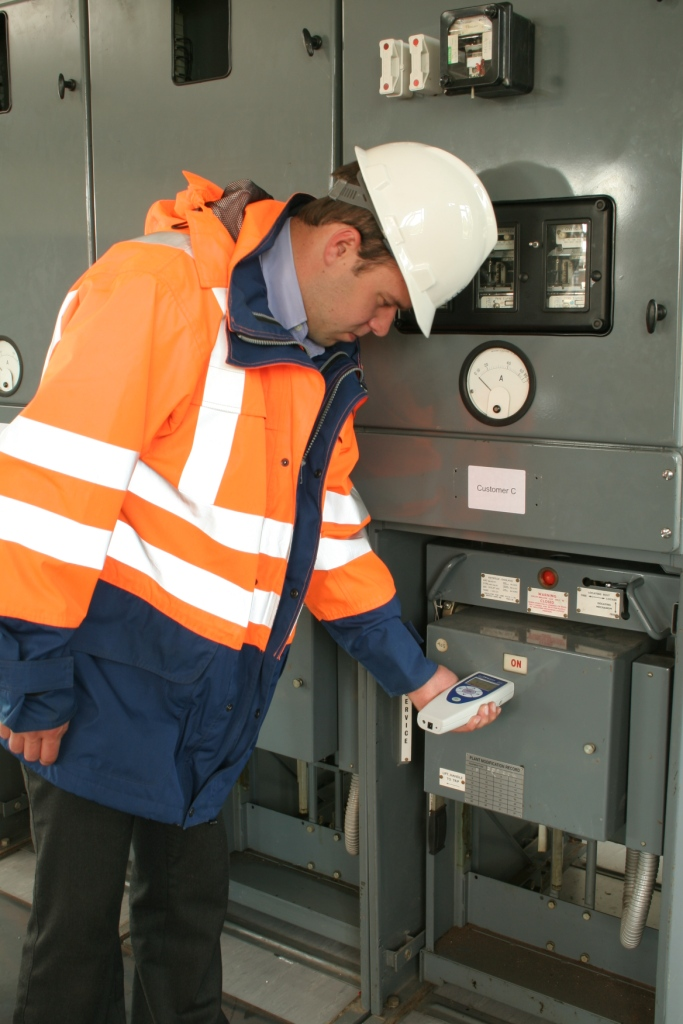
Monteur controleert op gedeeltelijke ontlading met een draagbaar instrument voor gecombineerde TEV- en ultrasone meting

Detectie door elektromagnetische velden maakt gebruik van de radiogolven die door de gedeeltelijke ontlading worden opgewekt. Zoals boven vermeld, genereren zulke radiogolven TEV's in het nabijgelegen metaal. Door het gebruik van een ingebouwde UHF-antenne of een externe antenne die geïsoleerd op het metaal is aangebracht, kan vooral bij hoge spanningen de meting gevoeliger zijn.
Een andere methode betreft een meting van ozon die kan ontstaan als gevolg van gedeeltelijke ontlading.

## Praktische toepassingen
In de praktijk is de detectie van gedeeltelijke ontladingen een goede aanwijzing dat de isolatie van midden- en hoogspanningsinstallaties slechter wordt. Zo heeft de Britse Autoriteit voor Gezondheid en Veiligheid richtlijnen uitgevaardigd voor het periodiek testen op gedeeltelijke ontladingen in schakelmateriaal.

## Internationale standaards
- IEC 60270:2000/BS EN 60270:2001 "High-Voltage Test Techniques - Partial Discharge Measurements"